# Билирубин
Билирубин (на латински: bilis – жлъчна течност / жлъчка и на латински: ruber – червен) е един от жлъчните пигменти.
В чисто състояние представлява кафеникави кристалчета.
Химична формула – {\displaystyle C_{33}H_{36}O_{6}N_{4}}.
Молекулна маса – 584,66214.
Билирубинът е един от продуктите на разграждането на хемоглобина, което протича в макрофагите на далака, черния дроб и костния мозък. Около 80% от него се образува при унищожаването на стари и повредени еритроцити в далака. Останалите 20-25% се получават при разграждането на други хем съдържащи белтъци, каквито са например цитохромите в електрон транспортните вериги от вътрешната митохондриална мембрана и някои ензими. При разграждането на хемоглобина в макрофагите се получават хем и глобинови вериги - белтъчна част. При разкъсването на тетрапироловия пръстен от хем оксигеназата железния феро йон се отделя, откъсва се молекула въглероден оксид се образува зеленият пигмент биливердин. Под действието на ензима биливердин редуктаза се получава водонеразтворим α-билирубин (индиректен, неконюгиран билирубин), който се транспортира до черния дроб в комплекс с албумин. Там билирубинът се свързва (конюгира) с остатъци от глюкуронова киселина и се получава разтворимият директен (конюгиран)билирубин, който се отделя посредством жлъчката в дванадесетопръстника. Под действието на чревната флора той се превръща в уробилиноген. Около 1/5 от уробилиногена се реабсорбира от организма, като малка част от него, под формата на уробилин, се отделя чрез урината. В дебелите черва под действието на нормалната чревна микрофлора уробилиногенът се превръща в стеркобилиноген, който допълнително се окислява до стеркобилин и се отделя с фекалиите. Той е и основният пигмент, придаващ характерния цвят на изпражненията.
Билирубинът се съдържа в неголеми количества в кръвта на гръбначните животни и човека. Неговата концентрация при здрав човек е 0,2 – 1,4 mg%. При проблеми с метаболизирането на билирубина или отделянето на жлъчката, които може да бъдат предизвикани от масивна хемолиза, някои заболявания на черния дроб, като хепатит, рак на главата на панкреаса или запушване на жлъчните канали, концентрацията на билирубина в кръвта се повишава, като може да се появи и в урината, което и придава тъмен цвят. Понякога тази хипербилирубинемия (висока концентрация на билирубин в кръвта) води до дифузия на билирубина между клетките, което води до жълтеникаво оцветяване на лигавици на тялото,склерите на очите и кожата. Това състояние се нарича жълтеница. Това може да бъде опасно при бебета, ако неконюгирания билирубин премине през кръвно мозъчната бариера, което може да доведе до умствено изоставане.